# Еганово (городской округ Ступино)

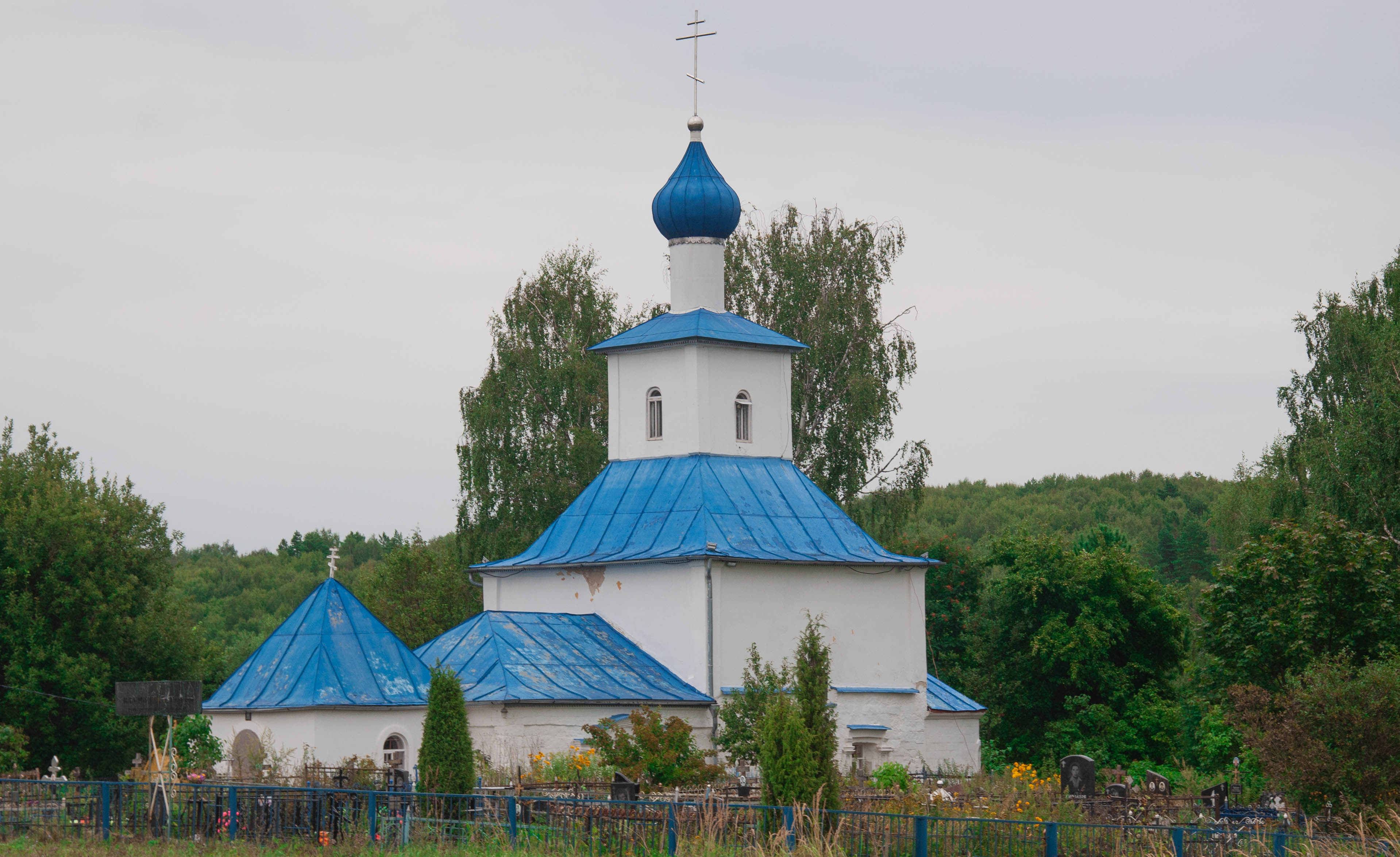
Церковь Николая Чудотворца

Еганово — село в городском округе Ступино Московской области.
До 2017 года было в составе Леонтьевского сельского поселения. До 2006 года входило в Алфимовский сельский округ.
Еганово на 2015 год типичный дачный посёлок: при 6 жителях в селе две улицы, тупик и садовое товарищество, связано автобусным сообщением с населёнными пунктами округа. В Еганово находится Церковь Николая Чудотворца XVII века постройки (есть данные, что 1745 года).
По благословению о. Иоанна Кронштадского вдова моршанского мещанина А. М. Булаткина решила построить приют для престарелых и сирот всех возрастов “Нечаянная радость”. Землю для строительства приюта пожертвовал в окрестностях села Еганово местный землевладелец И. Ф. Филимонов. Торжественное освящение место под приют состоялось 20 июля 1908 года, но, судя по всему, приют так и не был построен .

## Население
| 2002 | 2006 | 2010 |
| ---- | ---- | ---- |
| 11   | ↘6   | →6   |

Еганово расположено в восточной части округа, на левом берегу реки Сукуша (правый приток Городенки), высота центра деревни над уровнем моря — 167 м. Ближайшие населённые пункты: Новоселки примерно в 0,5 км на юг и Алфимово — в 1,5 км на северо-восток.